# Antonín Hrdý
Antonín Hrdý (14. října 1888, Němčice nad Hanou – 28. července 1954) byl český katolický kněz, vysokoškolský pedagog, profesor morální teologie a speciální dogmatiky.

## Život
Středoškolské vzdělání, které ukončil maturitou v roce 1909, absolvoval na Arcibiskupském gymnáziu v Kroměříži. Ke kněžství studoval na Cyrilometodějské bohoslovecké fakultě v Olomouci, kterou zakončil v roce 1913. V témže roce byl také vysvěcen na kněze a začal působit v pastoraci. Stal se rovněž suplujícím středoškolským profesorem. V letech 1920-1924 byl adjunktem na Cyrilometodějské bohoslovecké fakultě v Olomouci, kde zároveň získal doktorát z teologie. Byl promován 7. února 1924. Od 1. června 1924 se stal prozatímním profesorem morální teologie na diecézním bohosloveckém učilišti v Hradci Králové. Od 1. března 1925 byl zde jmenován definitivně. Dne 22. října 1934 byl jmenován profesorským sborem bohoslovecké fakulty Karlovy univerzity suplentem křesťanské sociologie, avšak nástup se neuskutečnil. Působil tedy dále na bohosloveckém učilišti v Hradci Králové do léta roku 1950. 2. října 1950 byl jmenován na CMBF v Praze profesorem pro obor morální teologie, s účinností od 1. září 1950. Dne 12. října 1950 byl zvolen fakultní radou vedoucím katedry pro mravovědu a speciální dogmatiku, avšak nebyl jmenován. Po onemocnění v létě 1951 byl pro akademický rok 1951–1952 zbaven vyučovací povinnosti a pověřen přípravou skript. Dne 23. června 1952 bylo na CMBF rozhodnuto o rozvázání pracovního poměru s ním k 30. září 1952 a následovalo jeho pensionování. Zemřel 28. července 1954.